# К (паровоз)
Паровоз К (Коломенский, прозвище — Кукушка) — русский пассажирский паровоз, выпускавшийся с 1907 по 1914 годы. Заводской тип 114. Был создан инженерами Коломенского завода Е. Е. Нольтейном и   К. Н. Сушкиным для замены паровозов серий Ж и З. Является первым русским паровозом у которого топка была вынесена над рамой (но осталась между ведущими колёсами).
В 1911 было начато производство его усиленной версии — Ку. Был мощным и надёжным локомотивом, который использовался для вождения курьерских поездов. В связи с появлением более мощного и надёжного паровоза серии С, паровозы К были переведены на пригородное сообщение.